# 取得時効 (国際法)
国際法における取得時効は、国家が他国の領域を相当の期間継続して平穏に、かつ主権者として領有する意思をもって支配した場合に、その他国の領域を取得することである。領域権原の承継取得に分類される。国際法における時効は、時間の経過によって法的地位を事実状態に合致させる制度であるが、時間の経過によって権利や権原が創設されるとする取得時効と、喪失されるとする消滅時効とがあり、明確なルールが確立しているとは言いがたい。消滅時効は相当期間内の領域主権の不行使にもとづくものであるが、国際法において議論となるのは主に取得時効である。議論が分かれるところではあるが、国家実行と国際裁判ではこのような取得時効が明示的に認められた例は稀である。

## 時効の要件
国際法においては国内法の場合と異なり、時効期間の定めがない。そのため組織が未発達な国際法秩序に不安定な要因をもたらすとして時効の制度を否定する見解と、時間的な要因は状況に応じて様々であるから明確化すべきではないとして時効の制度を肯定する見解が対立してきた。国際法上時効に関して明確なルールが確立しているとは言いがたく、国際裁判で時効が直接かつ一般的に承認された例は稀である。例えばパルマス島事件常設仲裁裁判所判決では、取得時効について言及したり一般国際法として承認することを避け、実効的先占または領域主権の継続的かつ平和的な表示の一態様として判断されたのみであった。こうした国際法上の取得時効の効果は時間の経過というよりも他国による黙認にもとづくものと解されている。つまり、当初違法な占有であったとしても、十分な期間にわたり継続的に、かつ平和的な権力を一定の地域に対して事実上行使したことについて他の関係諸国の黙認があれば、適法な領域主権の設定として認められる。しかし実際には、取得時効を援用する国は相手国に先行する領域権原があることを認めることとなるため、相手国より相対的に有利な証拠を提示するのみでは足りず、重い挙証責任が課されることとなる。そのため取得時効が主張されること自体が稀である。

## 時効中断
国際法上の取得時効に対して、時効中断となる事由がいかなるものであるかについては学説上の争いがある。外交上の抗議だけで時効が中断するという立場と、それよりもさらに強い積極的な措置を取らなければ時効中断はしないという立場である。抗議だけで時効中断するという立場によれば、他国による占有の事実を知った後に迅速に、明確に、恒常的に抗議を行えば、他国は時効により対抗できないとするものである。これに対して抗議だけでは不十分とする立場によれば、抗議に引き続いて国際機関や国際司法裁判所へ事件を付託するなど、可能な限り紛争の存在を実証して解決手続きを尽くさなければならないとする。